# Catedral de la Natividad de Nuestra Señora (Bang Khonthi)
La Catedral de la Natividad de Nuestra Señora (en tailandés: อาสนวิหารแม่พระบังเกิด บางนกแขวก) es el nombre que recibe un edificio religioso de la Iglesia católica que se encuentra ubicado en Bang Nok Khwaek, en el distrito de Bang Khun Thian, provincia de Samut Songkhram en el centro del país asiático de Tailandia.

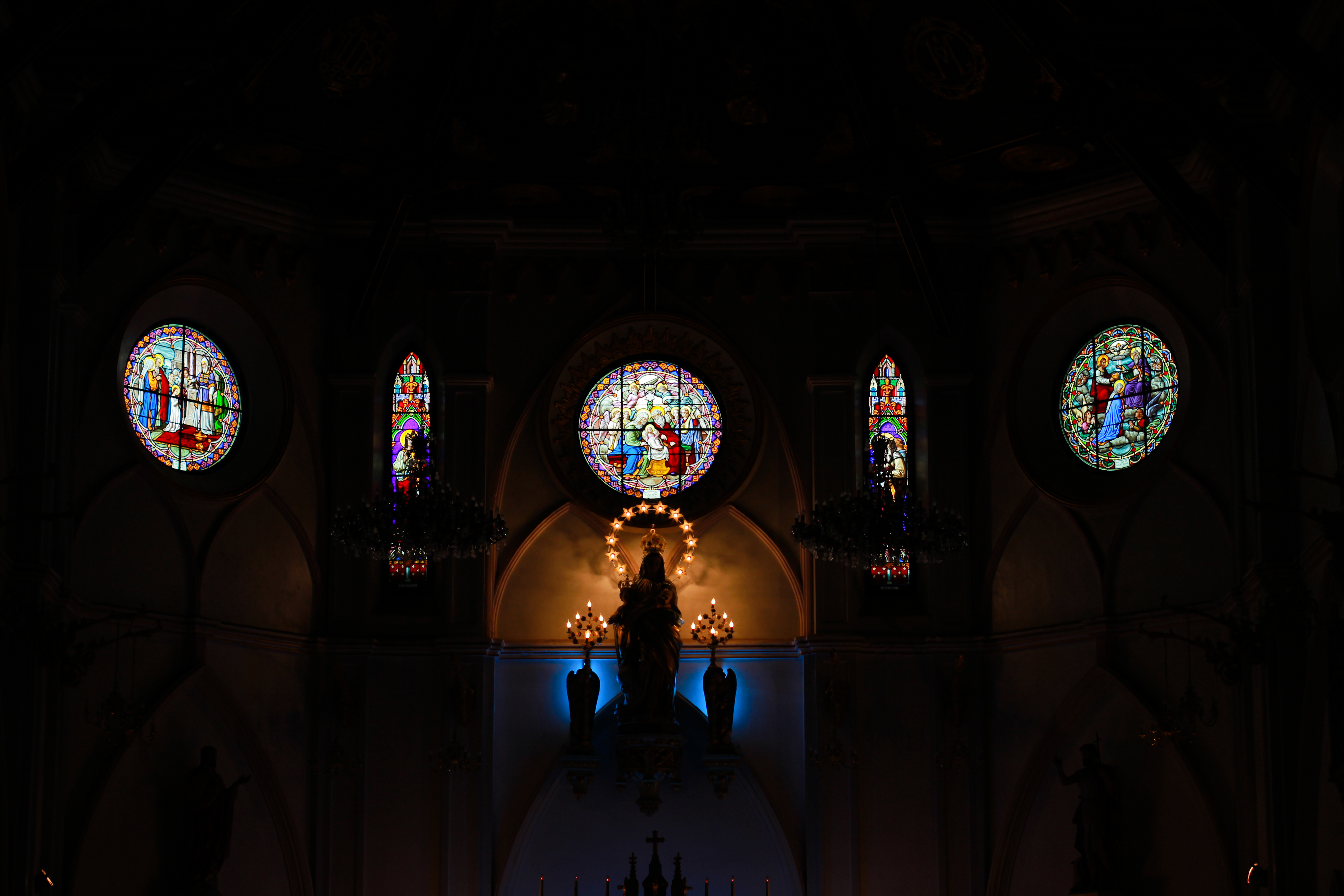
Vista interna

Su construcción tardó 6 años y fue construida gracias a los esfuerzos de un misionero francés en 1890, razón por la cual su arquitectura es de estilo gótico francés. Durante la Segunda Guerra Mundial sufrió algunos daños pero fue reparada poco después. En 1994 se renovó el templo por última vez.
El templo sigue el rito romano o latino y funciona como la sede de la diócesis de Ratchaburi (Dioecesis Ratchaburensis o สังฆมณฑลราชบุรี) que es sufragánea de la archidiócesis de Bangkok y que fue elevada a su actual estatus en 1965 mediante la bula "Qui in fastigio" del papa Pablo VI.
Está bajo la responsabilidad pastoral del obispo John Bosco Panya Kritcharoen.